# Набі Кейта
Набі́ Ла́й Кейта́ (фр. Naby Laye Keïta; нар. 10 лютого 1995, Конакрі, Гвінея) — гвінейський футболіст, півзахисник бременського «Вердера» і національної збірної Гвінеї. На умовах оренди грає за угорський «Ференцварош».

## Клубна кар'єра

### «Хороя»
Свою професійну кар'єру Кейта розпочав у гвінейському клубі «Гороя», за який виступав протягом півтора року.

### «Істр»
Наприкінці 2013 року півзахисник підписав контракт з французьким клубом «Істр», що виступав у Лізі 2. 22 листопада 2013 року Набі дебютував у новому клубі, вийшовши у стартовому складі у зустрічі проти «Нім Олімпік». Кейта відзначився забитим голом і результативною передачею. Набі Кейта був скромним, але разом із тим цілеспрямованим хлопцем, який вбирав у себе стільки інформації, скільки міг. Наставником в «Істрі» для нього став Жером Лерой, у свій час гравець «ПСЖ». Природний атлетизм та креативність зробили його помітним гравцем в дивізіоні, де в той час виступав ще один молодий хлопець — Н'Голо Канте.
Між іншим, Канте потім вийшов з «Каном» в Лігу 1, але і Кейта не був обмежений увагою зі сторони скаутів інших клубів. Чимало колективів проявляли інтерес до гвінейця протягом сезону 2014/15, але французькі команди не хотіли робити ставку на підлітка зростом 168 см, який провів на дорослому рівні всього декілька місяців. Усього, в сезоні 2013/2014, Кейта провів 23 матчі, у яких відзначився 4 голами та 7 результативними передачами.

### «Ред Булл»
Влітку 2014 року, після вильоту «Істру» з Ліги 2, трансфер Кейта був викуплений зальбурзьким «Ред Буллом». 26 червня 2014 гвінеєць провів перший матч за нову команду. Через чотири дні півзахисник дебютував в єврокубках, вийшовши в стартовому складі в матчі кваліфікації Ліги Чемпіонів проти азербайджанського «Карабаху». Уже на 38 хвилині зустрічі Кейта був змушений покинути поле, оскільки після видалення Крістіана Швеглера склад австрійського клубу потребував в перестановці. 27 листопада 2014 Набі відзначився першим забитим м'ячем у складі «Ред Була», відзначившись в матчі групового етапу Ліги Європи проти «Селтіка». За два роки Набі Кейта виграв з «Ред Буллом» 2 титулу чемпіона Австрії та 2 національні кубки.

### «РБ Лейпциг»
20 червня 2016 року Набі перейшов в «РБ Лейпциг» за 15 млн євро. В цілому, кар'єра Кейта набирала обороти. Менш ніж за 3 роки після дебюту на дорослому рівні, в матчі 2-го туру Бундесліги проти дортмундської «Боруссії» хавбек вийшов на поле за 6 хвилин до кінця основного часу і забив гол, котрий приніс «Лейпцигу» 3 очка. Свідками цього стали 42 500 глядачів на «Ред Булл Арені» (на стадіоні тоді був аншлаг). Кейта став прикладом успішного дебютанта в чемпіонаті Німеччини. В поєдинку 8-го туру першості проти «Вердера» гвінеєць оформив дубль. В минулому сезоні, виступаючи на позиції центрального півзахисника, Набі Кейта забив 8 голів і виконав 8 результативних передач у 32 матчах за «РБ Лейпциг». Його швидкість і витривалість дозволяють йому органічно вписатись в стиль гри Биків, оснований на тиску й атакувальній грі. Статистика говорить про те, що Набі Кейта став одним із найважливіших гравців команди. Гвінеєць зробив більше відборів м'яча, ніж будь-який інший футболіст, що виступав у Бундеслізі в минулому сезоні, а за кількістю обведень його обійшов тільки Усман Дембеле, що тоді виступав за дортмундську «Боруссію». З наступного літа африканець буде виступати за англійський клуб, але восени 2017-го він просто «зірвався з ланцюга», при цьому його часто називають ледь не найпрогресивнішим гравцем на своїй позиції у світі. Ще літом, коли перемовини з «Ліверпулем» були в самому розпалі, але кінцевого рішення по трансферу не було прийнято, Кейта почав нервуватись та сваритись зі своїми одноклубниками на тренуваннях, застосовуючи проти них грубі підкати. Потім, за шокуючий удар в щелепу гравцю менхегладбаської «Боруссії»
Крістофу Крамеру африканець справедливо отримав вилучення на три матчі в Бундеслізі. Потім було відрядження в збірну Гвінеї. В домашньому матчі проти Тунісу він відкрив рахунок, але коли наприкінці матчу його команда програвала 1:3 відмахнувся від супротивника та отримав червону картку. Відбувши дискваліфікацію в Бундеслізі Кейта повернувся на поле в суперматчі проти дортмундської «Боруссії». В цьому матчі африканець знову отримав жовту картку в самому дебюті та від гріха подалі був замінений уже в перерві. Через два матчі, в грі з «Баварією» за кубок, Кейта отримав дві жовті й знову пішов з поля. Разом Кейта пропустив 8 матчів.

### «Ліверпуль»
29 серпня 2017 року англійський «Ліверпуль» офіційно оголосив про придбання гвінейця. «Ліверпуль» скористався опцією в контракті Кейта, що дозволяла викупити контракт футболіста за 48 млн фунтів стерлінгів. Це придбання стало найдорожчим в історії англійського клубу.

## Кар'єра в збірній
28 липня 2013 року Набі дебютував у складі національної збірної у відбірковій зустрічі до Чемпіонату африканських націй 2014 проти збірної Малі. Кейта був включений в заявку Гвінеї на Кубок африканських націй 2015. В матчі першого туру групового етапу проти збірної Кот-д'Івуару форвард івуарійців Жервіньйо був видалений з поля за удар Кейта по обличчю. На турнірі півзахисник взяв участь у всіх чотирьох зустрічах своєї команди, двічі Кейта виходив в стартовому складі.

## Досягнення
- Чемпіон Австрії (2):

Ред Булл (Зальцбург): 2014-15, 2015-16
- Володар Кубка Австрії (2):

Ред Булл (Зальцбург): 2014-15, 2015-16
- Переможець Ліги чемпіонів (1):

«Ліверпуль»: 2018-19
- Володар Суперкубка УЄФА (1):

«Ліверпуль»: 2019
- Чемпіон світу серед клубів (1):

«Ліверпуль»: 2019
- Чемпіон Англії (1):

«Ліверпуль»: 2019-20
- Володар Кубка Англії (1):

«Ліверпуль»: 2021-22
- Володар Кубка Футбольної ліги (1):

«Ліверпуль»: 2021-22
- Володар Суперкубка Англії (1):

«Ліверпуль»: 2022
- Чемпіон Угорщини (1):

«Ференцварош»: 2024-25